# Mercury Messenger
Pour les articles homonymes, voir Mercury.
Anciennement appelé dMSN, Mercury Messenger ou plus couramment appelé Mercury est un client de messagerie instantanée multiplateforme écrit en Java sous licence propriétaire, compatible avec le réseau MSN Messenger.
Il peut être utilisé sous GNU/Linux, Windows, Mac OS X et FreeBSD. L'installation se déroule en anglais ou en néerlandais et le logiciel existe en français, anglais, allemand, chinois (Taïwan), espagnol, finnois, italien, néerlandais, portugais (courant ou Brésil) et turc.

## Propriétés

### Avantages
- Logiciel multiplateforme
- Possibilité de se connecter au réseau MSN Messenger
- Lecteur de RSS intégré
- Possibilité de configuration importante
- Un nombre très important de fonctionnalités (voir plus bas)
- Fonctionnalités supplémentaires à MSN Messenger

### Inconvénients
- Licence propriétaire
- Mercury utilise beaucoup de ressources du système, il est donc déconseillé aux vieux ordinateurs
- Par défaut, assez faible au niveau graphique

## Le réseau MSN Messenger

### Fonctionnalités
(avril 2009).
- Faire des conversations à une douzaine de personnes
- Gérer ses contacts : ajout, suppression, blocage, utilisation d'alias
- Gérer ses groupes : ajout, suppression, renommage
- Gestion avancée de la liste des contacts
- Gestion avancée de l'affichage de la liste de contacts, de la fenêtre de conversation ou du nom des contacts
- Changer de statut, passer absent en cas d'inactivité, utiliser des statuts personnalisés et se connecter avec un statut prédéfini
- Message automatique (desactivables dans certaines conversations)
- Changer de pseudonyme, de message personnel et utilisation de la fonction « chanson écoutée en ce moment » avec prise en charge des couleurs
- Possibilité d'avoir des pseudonymes différents dans chaque conversation
- Changement automatique des pseudonymes toutes les 30 secondes
- Changer d'avatar, changer d'avatar automatiquement toutes les cinq minutes, copier l'avatar de vos contacts sur votre ordinateur et utiliser des avatars personnalisés pour chaque contact
- Envoyer et recevoir des fichiers
- Jouer à de petits jeux avec vos contacts (Morpion, Puissance 4, échecs, Risk)
- Envoyer et recevoir et sauvegarder sur votre ordinateur des sessions vidéo
- Recevoir des sessions audio
- Envoyer et recevoir des « Clins d'œil » (en anglais, « Winks ») et des « Wizz » (en anglais, « Nudge »)
- Ouvrir plusieurs sessions en même temps
- Utiliser les émoticônes standards et des émoticônes personnalisés et les sauvegarder sur votre ordinateur
- Voir quand quelqu'un est en train d'écrire un message, ferme la fenêtre de conversation, vous ajoute à une conversation multiple, vous supprime de sa liste de contacts
- Voir quand vous n'êtes pas dans la liste de contacts d'un de vos contacts
- Voir quand quelqu'un vous a dans ses contacts mais pas vous
- Voir les contacts que vous avez supprimés et chez qui vous n'êtes pas non plus dans la liste de contacts
- Voir le logiciel de messagerie instantanée qu'utilise votre contact
- Entrer des notes sur vos contacts
- Faire des captures d'écran et les envoyer à vos contacts
- Archives de conversations, d'évènements et de bugs mode texte et XML)
- Changer de skin
- Personnalisation des barres de menu, de la liste de contacts et de la fenêtre de conversation
- Personnalisation de la notification des évènements (connexion d'un contact, nouveau message, etc.) par des sons, des effets visuels (boîte de notification, etc.), etc.
- Personnalisation de la notification des évènements par contact
- Notification de réception d'e-mails POP3
- Possibilité d'une icône dans la barre des tâches
- Mises à jour automatiques (pour les versions officielles ou bêta)
- Gestion de Growl (MacOSX uniquement)
- Afficher le titre joué sous Winamp (via greffon)
- Transparence des fenêtres réglable
- Accepter les transferts automatiquement
- Enregistrer les adresses mail de ses contacts dans le presse papier (copier)
- Enregistrer les noms MSN de ses contacts dans le presse papier (copier)
- Et bien d'autres...

D'autres fonctionnalités sont disponibles via l'ajout de greffons.

### Sous Windows
Mercury forme une alternative au logiciel Windows Live Messenger/MSN Messenger, le plus couramment utilisé sous Windows pour le réseau MSN Messenger. Il possède des fonctionnalités en plus que ce dernier, mais reste néanmoins moins complet. Il peut aussi y avoir une période d'adaptation pour un utilisateur de MSN Messenger qui veut passer à Mercury.
aMSN, Miranda-IM, Pidgin sont des alternatives libres et gratuites à MSN Messenger.

### Sous MacOSX
Mercury offre une alternative plus qu'intéressante à MSN Messenger sous MacOSX puisque Microsoft a délibérément bridé la version MacOSX de son logiciel comparée a son équivalent sur Windows. Ainsi, l'avantage majeur de Mercury pour un utilisateur Mac réside dans la possibilité d'utiliser les Webcam en émission comme en réception, ce qui jusqu’à maintenant est impossible sous MSN Messenger Mac.

### Sous GNU/Linux
Le réseau MSN Messenger, bien que propriétaire, peut être utilisé sous GNU/Linux avec Mercury.
Il existe beaucoup de logiciels de messagerie instantanée sous GNU/Linux compatibles avec ce réseau :
- aMSN : aMSN est un « clone de MSN Messenger » multiplateforme et sous licence GPL. Il est plus simple d'utilisation et plus rapide que Mercury, il supporte aussi les Wizz et les  clins d'œil ;
- emesene : semblable à MSN au niveau des fonctionnalités, mais écrit en GTK2 ce qui permet une intégration bien meilleure au bureau gnome il ressemble fort a Pidgin ;
- Kopete et Pidgin : Ces deux logiciels, eux aussi sous licence GPL, sont les logiciels de messagerie instantanée respectivement intégrés aux environnements graphiques KDE et GNOME. Plus aboutis que Mercury graphiquement, ils permettent tous deux de se connecter à une grande quantité de réseaux. ils possèdent moins de fonctionnalités que Mercury (par exemple visioconférence, wizz ou clins d'œil) ;
- Pidgin-vv (branche visio de Pidgin) a la possibilité de faire des sessions vidéo et audio (l'audio n'est pas supportée par Mercury) mais ne possède pas plus de fonctionnalités que Pidgin, donc beaucoup moins que Mercury ;
- les autres logiciels comme KMess, Ayttm, TjMSN, Pongo, Msnmsgr, KMerlin, GTKMSN, IM Fish, Blobsy, JMSN, PlanetaMessenger.org, Aapje Messenger, CCMSN, X Messenger, GNOME Messenger, Licq ou JChatIRC et leurs plugins MSN, tmsnc, MSNre, gtmess, MSNCP, CLMsn, Pebrot ou JMessenger sont assez simples, mais ne possèdent pas beaucoup de fonctionnalités ;
- les clients Jabber sont aussi utilisables avec des serveurs qui supportent le protocole MSN Messenger, mais ne disposent pas des fonctionnalités spécifiques à MSN Messenger.

## Notation des versions
Mercury avait pour mode de notation des versions :
- XYZZ pour une version stable. Par exemple, 1709 (ce qui correspondrait à une version 1.7.9, à ne pas confondre avec une version 1.7.0.9) ;
- XYZZ Bxx pour une version Bêta. Par exemple, 1710 B06 (ce qui correspondrait à une version 1.7.10 Bêta 6) ;
- XYZZ RCy pour une version « Release Candidate ». Par exemple 1710 RC1 (ce qui correspondrait à une version 1.7.10 RC1).

Désormais il est du type :
- X.Y pour une version stable ;
- X.Y Bz pour une version Bêta. Par exemple, 1.9 B01 ;
- X.Y RCz pour une version « Release Candidate ». Par exemple 1.9 RC1.

La dernière version stable de Mercury est la 1.9.3.

## Licence propriétaire
Mercury est sous licence propriétaire. En effet, son unique développeur, Danny, a préféré ne pas développer son logiciel sous licence GPL car il a "créé ce logiciel pour lui-même" et désire apprendre de ses erreurs, ce qui n'est pas possible (selon lui) si d'autres personnes les corrigent à sa place.
Ce choix est regrettable, car c'est un logiciel de qualité distribué gratuitement, qui pourrait être fortement amélioré si tout le monde pouvait y apporter sa contribution. C'est un des défauts de ce client disponible sous GNU/Linux et FreeBSD qui ont l'habitude des logiciels sous licence GPL.

## Mercury 2
La version 2 de Mercury devait être libre et en C++ en utilisant le « Framework » QT4. Mais finalement elle sera encore en Java, version 5 cette fois.
Cela permettra de nouvelles fonctionnalités et de meilleures performances. Cependant elle deviendra « de fait » incompatible avec les systèmes ne possédant pas la machine virtuelle Java 5 (ou ultérieure), ce qui inclut les systèmes Apple MacOSX antérieurs à Tiger.